# Herbert Garbe
 (décembre 2023).
Si vous disposez d'ouvrages ou d'articles de référence ou si vous connaissez des sites web de qualité traitant du thème abordé ici, merci de compléter l'article en donnant les références utiles à sa vérifiabilité et en les liant à la section « Notes et références ».
Herbert Garbe, né le 1er juin 1888 à Berlin et mort le 17 juillet 1945 à Rennes (dans un camp de prisonniers allemands) était sculpteur allemand.
Herbert Garbe participa par ses œuvres artistiques, au mouvement expressionnisme très en vogue en Allemagne.

## Biographie

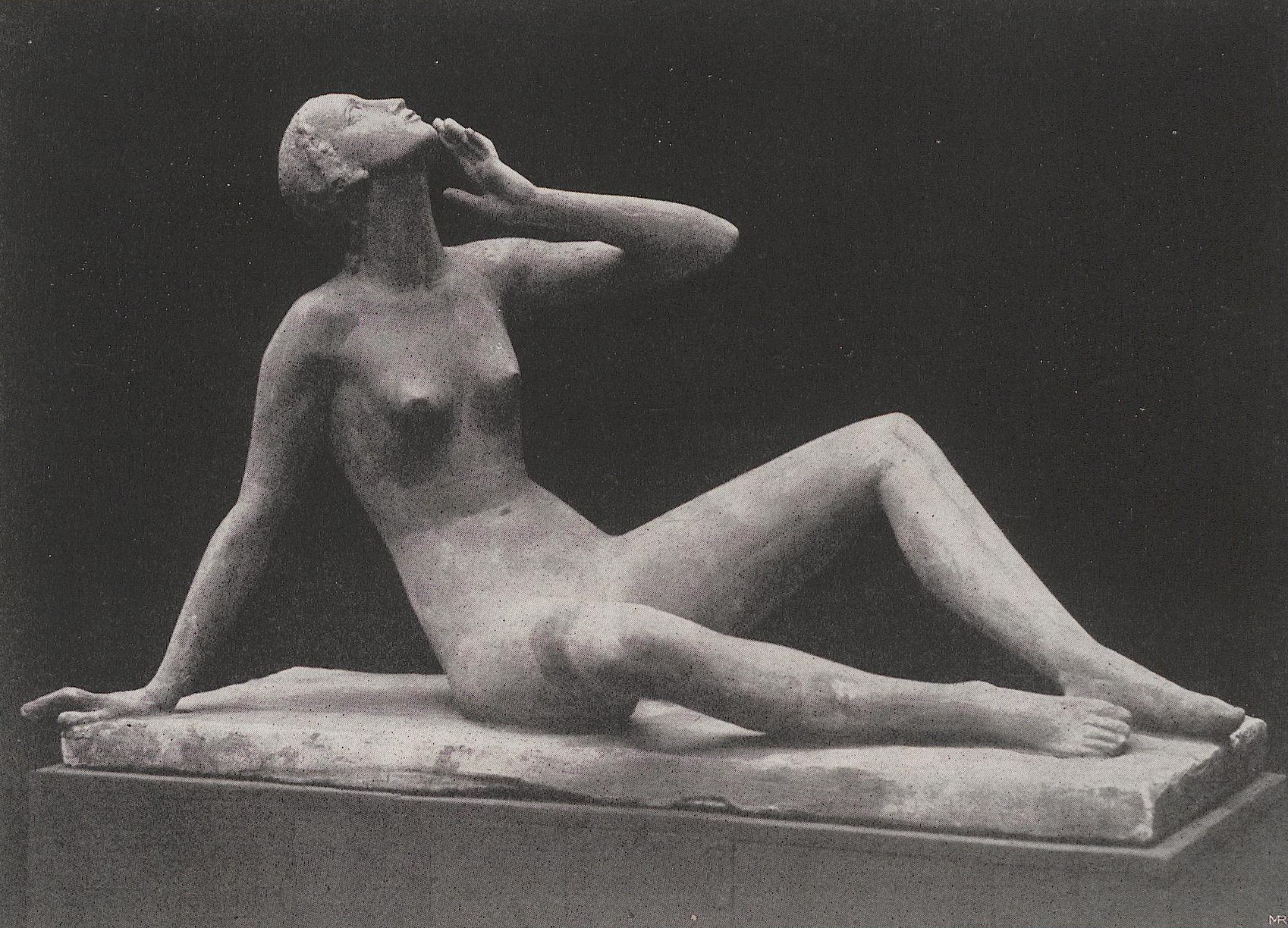

Le 20 janvier 1919, il épousa la sculptrice allemande Emy Roeder. Le couple d'artistes fréquentèrent d'autres artistes célèbres, tels que Käthe Kollwitz, Ernst Barlach et Karl Schmidt-Rottluff.
En 1933, Herbert Garbe quitta le parti SPD dont il était membre, et adhéra au Parti national-socialiste des travailleurs allemands. La même année, il part à Rome avec sa femme pour travailler à la Villa Massimo, centre académique culturel allemand de Rome. Il peindra, en outre, le portrait de Mussolini.
En 1934, il retourne à Berlin seul, Emy Roeder restant en Italie.
Pendant la Seconde Guerre mondiale, il réside en Alsace, région réintégrée à l'Allemagne. Il y réalisa des sculptures féminines.
Fait prisonnier par les alliés, lors de la Libération de la France, il est conduit au camp de prisonniers près de Rennes, où il meurt le 17 juillet 1945.